# Scottish FA Cup 1903/04
Der Scottish FA Cup wurde 1903/04 zum 31. Mal ausgespielt. Der wichtigste schottische Fußball-Pokalwettbewerb, der vom Schottischen Fußballverband geleitet und ausgetragen wurde, begann am 16. Januar 1904 und endete mit dem Finale am 16. April 1904 im Hampden Park von Glasgow. Als Titelverteidiger starteten die Glasgow Rangers in den Wettbewerb, die sich im Vorjahresfinale gegen Heart of Midlothian durchgesetzt hatten. Im Endspiel um den Schottischen Pokal standen sich die Rangers und Celtic im Old-Firm-Derby gegenüber. Die Bhoys in Green gewannen durch einen 3:2-Erfolg zum 4. Mal in der Vereinsgeschichte den schottischen Pokal. Es war nach 1894 und 1899 das 3. Finalderby der beiden Vereine aus Glasgow. Das Finale wurde durch einen Hattrick von Jimmy Quinn entschieden, sodass es als Jimmy Quinn Final in die Geschichte einging. Rangers-Verteidiger Nicol Smith starb ein Jahr nach dem Endspiel an Typhus.

## 1. Runde
Ausgetragen wurden die Begegnungen am 16. und 23. Januar 1904. Die Wiederholungsspiele fanden am 30. Januar und 6. Februar 1904 statt.
|                       | Ergebnis |                                 |
| --------------------- | -------- | ------------------------------- |
| FC Abercorn           | 2:2      | Maxwelltown Volunteers          |
| Albion Rovers         | 2:1      | Kilwinning Eglinton             |
| Alloa Athletic        | 2:1      | FC Aberdeen                     |
| FC Ayr                | 0:2      | FC St. Mirren                   |
| FC Clyde              | 2:2      | FC Arbroath                     |
| FC Dundee             | 3:0      | FC Queen’s Park                 |
| Hibernian Edinburgh   | 2:1      | Airdrieonians FC                |
| FC Motherwell         | 2:1      | Partick Thistle                 |
| Nithsdale Wanderers   | 2:2      | FC Kilmarnock                   |
| Port Glasgow Athletic | 1:2      | Leith Athletic                  |
| Glasgow Rangers       | 3:2      | Heart of Midlothian             |
| FC St. Bernard’s      | 1:1      | West Calder Swifts              |
| FC St. Johnstone      | 2:0      | Hearts of Beath                 |
| Greenock Morton       | 8:1      | 6th Rifle Volunteers Dalbeattie |
| Celtic Glasgow        | w/o      | FC Stanley                      |
| Third Lanark          | w/o      | FC Newton Stewart               |

### Wiederholungsspiele
|                        | Ergebnis |                     |
| ---------------------- | -------- | ------------------- |
| FC Arbroath            | 4:0      | FC Clyde            |
| FC Kilmarnock          | 1:1      | Nithsdale Wanderers |
| Maxwelltown Volunteers | 1:1      | FC Abercorn         |
| West Calder Swifts     | 3:3      | FC St. Bernard’s    |

### 2. Wiederholungsspiele
|                     | Ergebnis |                        |
| ------------------- | -------- | ---------------------- |
| Nithsdale Wanderers | 1:2      | FC Kilmarnock          |
| FC Abercorn         | 2:1      | Maxwelltown Volunteers |
| FC St. Bernard’s    | 2:0      | West Calder Swifts     |

## Achtelfinale
Ausgetragen wurden die Begegnungen am 6. und 13. Februar 1904. Das Wiederholungsspiel fand am 20. Februar 1904 statt.
|                     | Ergebnis |                  |
| ------------------- | -------- | ---------------- |
| Hibernian Edinburgh | 1:2      | Glasgow Rangers  |
| Leith Athletic      | 3:1      | FC Motherwell    |
| Greenock Morton     | 2:0      | FC Arbroath      |
| FC St. Mirren       | 4:0      | FC St. Johnstone |
| Third Lanark        | 3:1      | Alloa Athletic   |
| FC Dundee           | 4:0      | FC Abercorn      |
| FC Kilmarnock       | 2:2      | Albion Rovers    |
| FC St. Bernard’s    | 0:4      | Celtic Glasgow   |

### Wiederholungsspiel
|               | Ergebnis |               |
| ------------- | -------- | ------------- |
| Albion Rovers | 0:1      | FC Kilmarnock |

## Viertelfinale
Ausgetragen wurden die Begegnungen am 20. und 27. Februar 1904. Die Wiederholungsspiele fanden am 27. Februar und 5. März 1904 statt.
|                | Ergebnis |                 |
| -------------- | -------- | --------------- |
| Celtic Glasgow | 1:1      | FC Dundee       |
| Leith Athletic | 1:3      | Greenock Morton |
| FC St. Mirren  | 0:1      | Glasgow Rangers |
| Third Lanark   | 3:0      | FC Kilmarnock   |

### Wiederholungsspiel
|           | Ergebnis |                |
| --------- | -------- | -------------- |
| FC Dundee | 0:0      | Celtic Glasgow |

### 2. Wiederholungsspiel
|                | Ergebnis |           |
| -------------- | -------- | --------- |
| Celtic Glasgow | 5:0      | FC Dundee |

## Halbfinale
Ausgetragen wurden die Begegnungen am 5. und 19. März 1904.
|                 | Ergebnis |                 |
| --------------- | -------- | --------------- |
| Celtic Glasgow  | 2:1      | Third Lanark    |
| Glasgow Rangers | 3:0      | Greenock Morton |

## Finale
| Celtic Glasgow                           | Celtic Glasgow | Glasgow Rangers | Glasgow Rangers |
| ---------------------------------------- | --- | --- | --------------- |
| Celtic Glasgow                           | \| Finale \| \| 16. April 1904 in Glasgow (Hampden Park) \| \| Ergebnis: 3:2 (2:2) \| \| Zuschauer: 64.323 \| \| Schiedsrichter: n. b. \| \| Spielbericht \|                    | \| Finale \| \| 16. April 1904 in Glasgow (Hampden Park) \| \| Ergebnis: 3:2 (2:2) \| \| Zuschauer: 64.323 \| \| Schiedsrichter: n. b. \| \| Spielbericht \|                                    | Glasgow Rangers |
| Celtic Glasgow                           | Davie Adams – Donald McLeod, Willie Orr, James Young, Willie Loney, James Hay, Robert Muir, Jimmy McMenemy, Jimmy Quinn, Peter Somers, Davie Hamilton Cheftrainer: Willie Maley | John Watson – Nicol Smith, Jock Drummond, George Henderson, James Stark, John Tait Robertson, John Walker, Finlay Speedie, Alec Mackie, Charles Donaghy, Alex Smith Cheftrainer: William Wilton | Glasgow Rangers |
| Celtic Glasgow                           | Jimmy Quinn | Finlay Speedie | Glasgow Rangers |
| Finale                                   | | |                 |
| 16. April 1904 in Glasgow (Hampden Park) | | |                 |
| Ergebnis: 3:2 (2:2)                      | | |                 |
| Zuschauer: 64.323                        | | |                 |
| Schiedsrichter: n. b.                    | | |                 |
| Spielbericht                             | | |                 |